# 佐藤健二郎
佐藤 健二郎（さとう けんじろう、1976年1月16日  ）は、日本の政治家。前千葉県議会議員。元国会議員秘書。

## 来歴
千葉県習志野市生まれ。習志野市立東習志野小学校、習志野市立第四中学校、千葉県立八千代東高等学校を経て、千葉工業大学卒。清水建設に就職、その後、国会議員秘書となり、2019年の千葉県議会議員選挙に自民党から立候補し当選する。

## 代表的な政策・活動
議員発議条例、所属プロジェクトチームなど
- 将来の災害に備えた取組に関する申入書
- 児童虐待防止条例
- 臨時の医療施設の開設等の迅速化及び円滑化に関する条例
- 犯罪被害者等支援条例
- 飲酒運転撲滅条例
- 子育て支援

教育
- 学力向上、特に英語力向上に向けて取組中
- 特別支援学校の教育環境向上に向けて取組中
- 教育不足解消に向けて取組中
- 義務教育の完全無償化に向けて取組中

防災・減災・環境
- 習志野市内の津波高潮対策の為、防潮堤や水門の整備を計画中
- 習志野市内の県道の無電柱化。実籾商店街、津田沼商店街、国道14号線の順で実施中。
- 地球温暖化対策の推進

道路
- 都市計画道路藤崎茜浜線4車線道路の新設（令和7年度開通予定）
- 都市計画道路美浜長作町東習志野線の拡幅

医療
- 習志野地域外来検査センター開設（ドライブスルー型PCR検査）。令和3年3月閉設。
- 千葉県ワクチン追加接種センターをモリシアに開設
- 千葉県総合救急災害医療センター推進。（千葉市美浜区）令和5年度開設予定。

再開発・区画整理
- JR津田沼駅前再開発推進
- 習志野市鷺沼区画整理事業推進